# Grimmia ramondii
Grimmia ramondii ist eine Laubmoos-Art aus der Familie Grimmiaceae. Deutsche Namen sind Flügelrippen-Kissenmoos, Abstehendbeblättertes Schlitzzahnmoos.

## Merkmale
Grimmia ramondii bildet lockere, leicht zerfallende, dunkelgrüne oder bräunlichgrüne bis gelbgrüne Polster. Die einzelnen Pflanzen sind bis 10 Zentimeter lang, gabelig verzweigt, meist niederliegend und im vorderen Teil bogig aufsteigend. Die feucht aufrecht abstehenden bis zurückgebogenen Blätter sind länglich lanzettlich und allmählich in die Spitze verschmälert. Eine Glasspitze fehlt gewöhnlich. Die Blattränder sind zurückgerollt und großteils zweizellschichtig, die bis zur Blattspitze reichende, kräftige Rippe besitzt in der oberen Blatthälfte am Rücken zwei sehr deutlich ausgebildete Längslamellen. An der Blattbasis befinden sich neben der Rippe linealische bis verlängert rechteckige, buchtige und stark dickwandige, in den Blattflügeln kurz rechteckige bis quadratische und mäßig dickwandige Zellen. Unterhalb der Blattmitte sind die Zellen etwas verlängert und leicht buchtig, oberhalb davon unregelmäßig rundlich-quadratisch und immer dickwandig.
Die Sporenkapsel auf der bis 5 Millimeter langen und ab der Sporenreife gebogenen Seta ist oval, geneigt bis horizontal, bis 1,8 Millimeter lang, glatt oder im Alter faltig. Der gelbrote Kapseldeckel ist meist schief geschnäbelt, die Haube (Kalyptra) mützenförmig, die langen Peristomzähne sind purpurrot. Sporen sind fein punktiert und 12 bis 16 Mikrometer groß. Die Art ist diözisch.

## Standortansprüche und Verbreitung
Die Art wächst auf feuchtem bis nassem Silikatgestein. Gern besiedelt sie stark geneigte Flächen an Quellen und Bächen. In Mitteleuropa sind die Vorkommen auf Mittel- und Hochgebirgslagen beschränkt, in Nordeuropa kommt sie auch in tiefen Lagen vor. In den Zentralalpen ist sie zerstreut bis häufig, sonst selten bis sehr selten. Außerhalb von Europa gibt es Vorkommen in Teilen Asiens und in Nordamerika.

## Systematik
Die Art wurde in der Vergangenheit als einzige in der Gattung Dryptodon Brid. geführt, da sie eine Mittelstellung zwischen den Gattungen Grimmia und Racomitrium im weiteren Sinn einnimmt. Neuerdings (Geissler & Maier 1995, Greven 1995) wird sie der Gattung Grimmia zugeordnet.
Synonyme sind unter anderen Dryptodon patens (Hedw.) Brid., Grimmia patens (Hedw.) Bruch & Schimp., Racomitrium patens (Hedw.) Hübener.